# Amt Trimberg
Das (Ober-)Amt Trimberg war ein Amt des Hochstifts Würzburg.

## Funktion
In der Frühen Neuzeit waren Ämter eine Ebene zwischen den Gemeinden und der Landesherrschaft. Die Funktionen von Verwaltung und Rechtsprechung waren hier nicht getrennt. Dem Amt stand ein Amtmann vor, der von der Landesherrschaft eingesetzt wurde. Das Amt Trimberg wurde im 18. Jahrhundert als Oberamt bezeichnet. Dies war lediglich eine Bezeichnung; eine Überordnung über andere Ämter war damit nicht verbunden. Es war gleichzeitig Zentamt, also Hochgerichtsbezirk.

## Geschichte
Basis der Macht im Gebiet war die Trimburg. Diese war im Besitz der Herren von Trimberg und ging im Laufe des 11. Jahrhunderts immer mehr in den Besitz des Hochstiftes über. Mit der endgültigen Übergabe durch Konrad IV. von Trimberg im Jahr 1292 war dieser Prozess abgeschlossen (siehe hierzu auch die gleichgelagerte Frühgeschichte im Amt Arnstein). Im Rahmen der Territorialisierung entstand aus dem Zubehör der Burg das Amt. 1570 wurde der Sitz des Zentgerichtes von Aura an der Saale nach Trimberg verlegt. Der Keller hatte seinen Sitz in Euerdorf. Euerdorf war wirtschaftlicher Mittelpunkt des Amtes, aufgrund der Rechte und Güter anderer Herrschaften war der Sitz des Amtes jedoch nicht dort, sondern in Trimberg. Aus dieser Gemengelage resultierten unterschiedliche Benennungen des Amte wie Aura-Trimberg oder Trimberg-Euerdorf.
Vom 13. bis 16. Jahrhundert war das Amt mehrfach verpfändet, wurde aber wieder eingelöst. Daneben erwarb das Hochstift im Laufe der Jahrhunderte fremde Güter und Rechte. Am Ende des 18. Jahrhunderts bestanden im Amt nur noch wenige fremdherrischen Rechte oder Grundbesitz.
Die Statistik des Hochstiftes Würzburg von 1699 nennt 1253 Untertanen in 22 Dörfern und 1 Hof. Als jährliche Einnahmen des Hochstiftes aus dem Amt wurden abgeführt: Schatzung: 336 Reichstaler, 15¼ Batzen, Akzise und Ungeld: 400 fl und Rauchpfund: 1225½ Pfund.
Das Amt bestand aus Trimberg, Aura, Altbessingen, Burghausen, Elfershausen, Engenthal, Euerdorf, Fuchsstadt, Gauaschach, Langendorf, Machtilshausen, Neubessingen, Oehrberg, Oberthulba, Ramsthal, Schwebenried, Sulzthal, Wasserlosen und Wülfershausen sowie die würzburgischen Anteile an Westheim, Wirmsthal und Wittershausen. 1683 trat Fulda die Orte Heckmühl, Morlesau, Ochsenthal an Würzburg ab. Dies wurde dem Amt Trimberg zugeordnet. Daneben wurde ein Drittel von Völkersleier, Platz und Windheim im Amt verwaltet. Die Vogtei hatte hier das Juliusspital in Würzburg.
Nach dem Übergang an Pfalz-Bayern wurde das Amt aufgelöst und die Amtsorte dem Landgericht Euerdorf zugeordnet.

## Cent Trimberg oder Aura
Die Cent Trimberg oder Aura umfasste Kissingen, Euerdorf, Stupfelberg, Sommerberg, Winfels, Wirmsthal, Ramsthal, Sulzthal, Wasserlosen, Machtilshausen, Heinleshof, Langendorf, Westheim, Elfershausen, Oberthulba, Weiprechts Markung, Albershausen, Kleinbrach, Hausen, Reuterswiesen, Bodenlauben, Arnshausen, Feuerthal, Wittershausen, Garitz, Aura, Fuchsstadt, Lindelsmühl bei Kissingen, Kleshof und Windheim.